# Ciliocerodes belutschistanella
Ciliocerodes belutschistanella är en fjärilsart som beskrevs av Hans Georg Amsel 1961. Ciliocerodes belutschistanella ingår i släktet Ciliocerodes och familjen mott. Inga underarter finns listade i Catalogue of Life.